# Аппунн, Генрих
Генрих Аппунн (нем. Heinrich Appunn; 20 января 1870, Ханау — 6 сентября 1932, Ханау) — немецкий виолончелист и композитор.
Сын учёного-акустика Антона Аппунна, внук учёного-акустика Георга Августа Аппунна. В 1886—1892 гг. учился во Франкфурте-на-Майне в Консерватории Хоха у Бернхарда Коссмана.
С 1894 г. играл во Франкфуртском музейном оркестре и в составе струнного квартета Германа Хока, с 1896 г. преподавал игру на виолончели. В 1905 г. вместе с Карлом Фридрихом Аппелем (1868—1935) основал консерваторию в Ханау и возглавлял её до конца жизни.
Автор преимущественно хоровых сочинений, из которых наибольшей известностью пользовался четырёхголосный мужской хор «На Рейне» (нем. Am Rhein).